# Aeroporto di Nar'jan-Mar

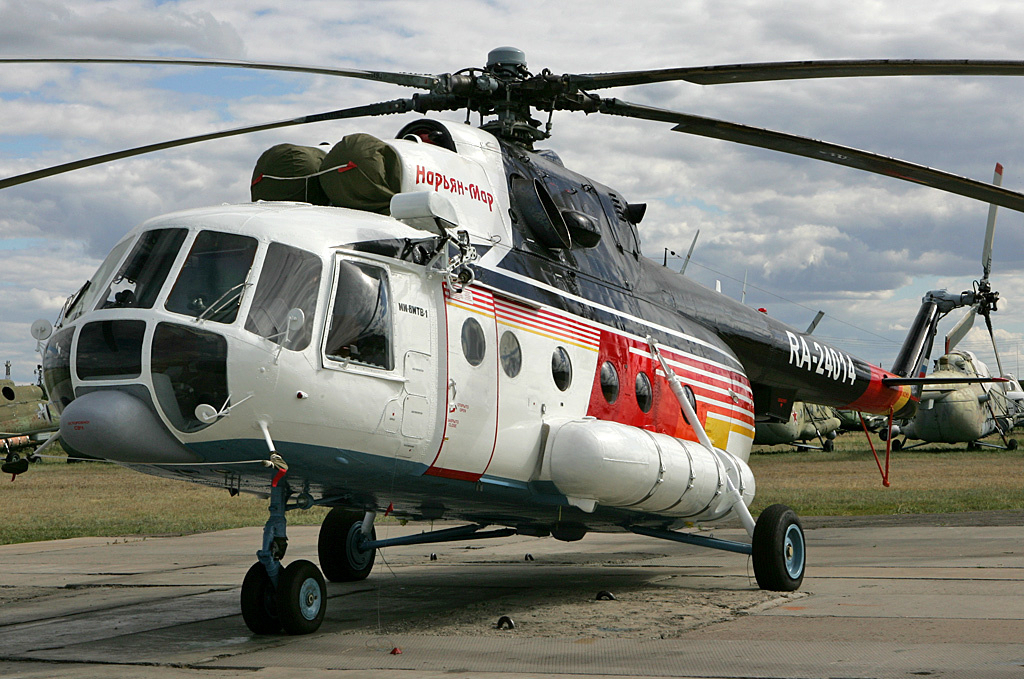
Un elicottero Mil Mi-8 del Distaccamento Aereo di Nar'jan-Mar.

L'aeroporto di Nar'jan-Mar è un aeroporto situato a 3 km ad est da Nar'jan-Mar, in Russia europea.
L'aeroporto di Nar'jan-Mar è la base tecnica della compagnia aerea russa il Distaccamento Aereo di Nar'jan-Mar (in russo: Нарьян-Марский объединеный авиаотряд) conosciuta anche come la Nar'jan-Mar Airlines. L'aeroporto è utilizzato sia dal traffico civile sia come base aerea militare russa.

## Dati tecnici
L'aeroporto è dotato di una pista attiva di calcestruzzo di classe C di 2.500 m x 40 m.
Il peso massimo al decollo dalla pista aeroportuale è di 80 t.
L'aeroporto è stato attrezzato per la manutenzione, l'atterraggio/decollo dei seguenti tipi degli aerei: Antonov An-2, Antonov An-24, Antonov An-26, Antonov An-72, Antonov An-74, Boeing 737, Tupolev Tu-134, Tupolev Tu-154, Yakovlev Yak-40, Yakovlev Yak-42 e di tutti i tipi degli elicotteri.